# Арнау Мартінес
Арнау Мартінес Лопес (ісп. Arnau Martínez López, нар. 25 квітня 2003, Прамія-да-Дал, Іспанія) — іспанський футболіст, захисник клубу «Жирона» та молодіжної збірної Іспанії.

## Ігрова кар'єра

### Клубна
Арнау Мартінес народився у містечку Прамія-да-Дал у Каталонії. З 2010 року займався футболом в академії клубу «Барселона». Після цього ще проходив вишкіл в молодіжній команді клубу «Оспіталет». А у 2018 році приєднався до іншої команди з цього регіону - «Жирони».
У листопаді 2020 року футболіст продовжив дію контракту з клубом до 2023 року і почав свої виступи у другому складі команді у турнірі Терсера Дивізіон. Дебют Мартінеса на професійному рівні відбувся 7 січня 2021 року у кубковому матчі проти «Луго». У Сегунді футболіст зіграв першу гру 28 березня того року.
В подальшому Мартінес закріпився в основному складі команди і перший гол в основі забив 9 травня 2021 року і у віці 18 років і 14 днів став наймолодшим бомбардиром в історії клубу. За результатами сезону 2021/22 разом з командою у плей-офф виборов право на участь у Прімері. Першу гру у вищому дивізіоні Мартінес провів 14 серпня 2022 року.

### Збірна
З 2022 року Арнау Мартінес є гравцем молодіжної збірної Іспанії.